# Край (Східна Азія)
Край (кит.: 道, МФА: [dao]; кор. 도, МФА: [do]; яп. どう, МФА: [doː]; дослівно: «шлях») — адміністративно-територіальна одиниця в країнах Східної Азії.

## Китай

Краї Танського Китаю

Адміністративна одиниця «край» (道, дао) існувала в Китаї від часів династії Хань. Ця одиниця була найменшою серед інших адміністративних одиниць і позначала, зазвичай, повіт (県), населений некитайськими «варварськими» народами.
В династії Тан «край» був найбільшою адміністративною одиницею Китаю. Початково нараховувалося 10, а згодом 15 країв. Вони очолювалися управителями (監督) і контролювалися наглядачами (採訪使).
В династіях Мін та Цін «край» став одиницею нижчого рівня, менше «провінції» (省). В мінську епоху краєм керував управитель (監督官), а в цінську — професійний крайовий (道員).
В період існування Республіки Китай «край» був визначений як проміжна одиниця між «провінцією» (省) і «повітом» (県), і очолювався крайовим старійшиною (道尹).
У 20 столітті «край» як адміністративна одиниця був скасований.
В англійській мові «край» перекладається як «округ» (англ. circuit) або «провінція» (англ. province). Цим словом перекладається також інша одинця 路.

## Корея

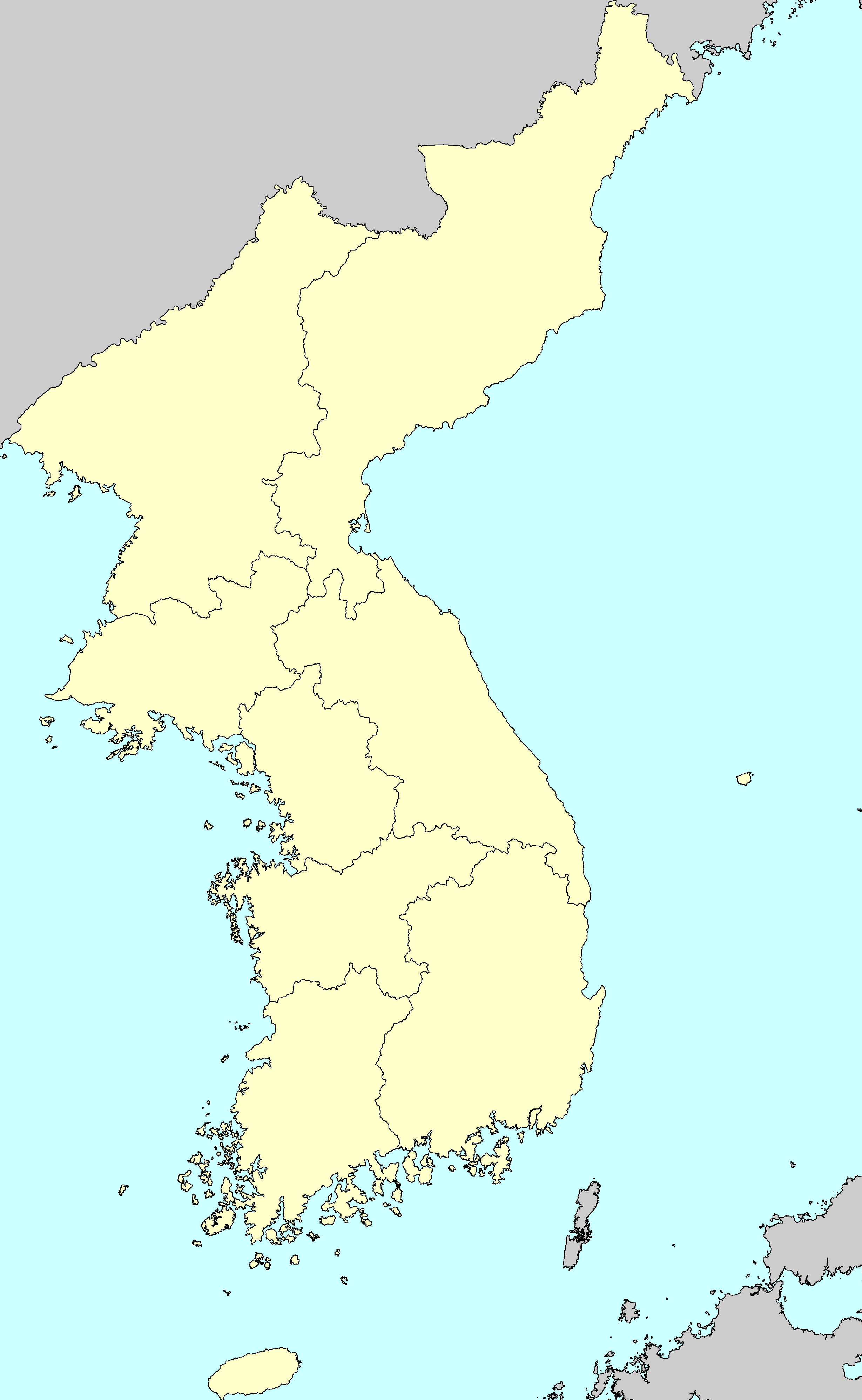
Вісім провінцій Кореї

Корейський «край» (кор. 道, до) перекладається європейськими мовами як «провінція».

### Чосон
1. Провінція Канвон (江原道, Канво́н-до́)
2. Провінція Кьонгі (京畿道, Кьонгі-до́)
3. Провінція Кьонсан (慶尙道, Кьонсан-до́)
4. Провінція Пхьонан (平安道, Пхьонан-до́)
5. Провінція Хамгьон (咸鏡道, Хамгьон-до́)
6. Провінція Хванхе (黃海道, Хванхе-до́)
7. Провінція Чолла (全羅道, Чолла-до́)
8. Провінція Чхунчхон (忠淸道, Чхунчхон-до́)

### Північна
- Провінції Північної Кореї

1. Провінція Чаган (慈江道, Чаган-до)
2. Північна провінція Хамгьон (咸鏡北道, Хамгьон-пукто)
3. Південна провінція Хамгьон (咸鏡南道, Хамгьон-намдо)
4. Північна провінція Хванхе (黃海北道, Хванхе-пукто)
5. Південна провінція Хванхе (黃海南道, Хванхе-намдо)
6. Провінція Канвон (КНДР) (江原道, Канвон-до)
7. Північна провінція Пхьонан (平安北道, Пхьонан-пукто)
8. Південна провінція Пхьонан (平安南道, Пхьонан-намдо)
9. Провінція Янган (兩江道, Янган-до)

### Південна
- Провінції Південної Кореї

1. Провінція Канвон (РК) (江原道, Канвон-до)
2. Провінція Кьонгі (РК) (京畿道, Кьонгі-до)
3. Південна провінція Кьонсан (慶尙南道, Кьонсан-намдо)
4. Північна провінція Кьонсан (慶尙北道, Кьонсан-пукто)
5. Провінція Чеджу (濟州道, Чеджу-до)
6. Південна провінція Чолла (全羅南道, Чолла-намдо)
7. Північна провінція Чолла (全羅北道, Чолла-пукто)
8. Південна провінція Чхунчхон (忠清南道, Чхунчхон-намдо)
9. Північна провінція Чхунчхон (忠清北道, Чхунчхон-пукто)

## Японія

Столична округа (Кінай)
Східноморський край (Токай)
Східногірський край (Тосан)
Північноземний край (Хокуріку)
Темногірський край (Сан'їн)
Світлогірський край (Санйо)
Південноморський край (Нанкай)
Західноморський край (Сайкай)

Адміністративна одиниця «край» (яп. 道, до́) була введена в Японії за китайським зразком у 8 столітті, у зв'язку з набуттям чинності нового законодавства і впровадженням нової адміністративної системи. Згідно з цією системою держава поділялася на Столичну округу та сім країв. Кожен край мав у своєму складі близько десятка провінцій і сполучався зі столицею однойменним державним шляхом. Назви країв походили від назв сторін світу та основних краєвидів, притаманних провінціям країв, — морей та гір. Точкою відліку для визначення сторін світу була японська столиця — спочатку Нара, а згодом Кіото, розташовані в центрі острова Хонсю.
До 19 століття в Японії існувало 7 країв:
1. Східноморський край (яп. 東海道, То́кай-до́)
2. Східногірський край (яп. 東山道, Тю́сан-до́)
3. Північноземний край (яп. 北陸道, Хокурі́ку-до́)
4. Темногірський край (яп. 山陰道, Сан'ї́н-до́)
5. Світлогірський край (яп. 山陽道, Сан'йо́-до́)
6. Південноморський край (яп. 南海道, Нанка́й-до́)
7. Західноморський край (яп. 西海道, Сайка́й-до́)

Після адміністративної реформи 1871 року японські краї були ліквідовані як адміністративно-територіальні одиниці. 
1889 року японський уряд перейменував північний острів Едзо і утворив на його території «Північноморський край», більш відомий як «Хоккайдо». За чинним японським законодавством цей край рівний за статусом із японською префектурою, тому в європейських мовах часто перекладається як «префектура Хоккайдо».
В сучасній японській мові назви колишніх семи країв використовуються як назви географічних регіонів.